# فرنسيس تومسون
فرنسيس تومسون (بالإنجليزية: Francis Thompson) (و. 1859 – 1907 م) هو شاعر، وكاتب بريطاني، ولد في برستون، توفي في لندن، عن عمر يناهز 48 عاماً، بسبب سل.

## التعليم
تعلم في Ushaw College ‏
.

## روابط خارجية
- فرنسيس تومسون على موقع الموسوعة البريطانية (الإنجليزية)
- فرنسيس تومسون على موقع ميوزك برينز (الإنجليزية)